# Alain Manesson-Mallet

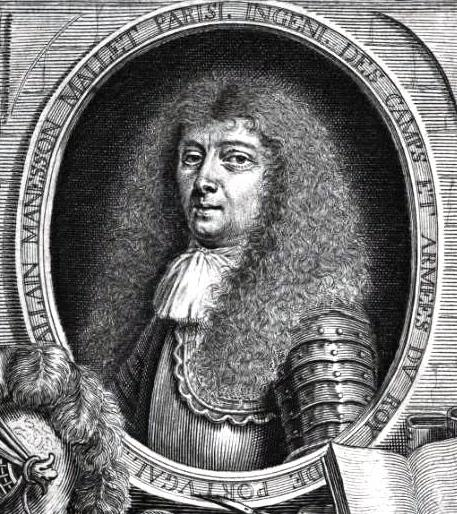
Alain Manesson Mallet

Alain [Allain] Manesson Mallet (* 1630 in Paris; † 1706 ebenda) war ein französischer Kartograph und Ingenieur.

## Leben und Wirken

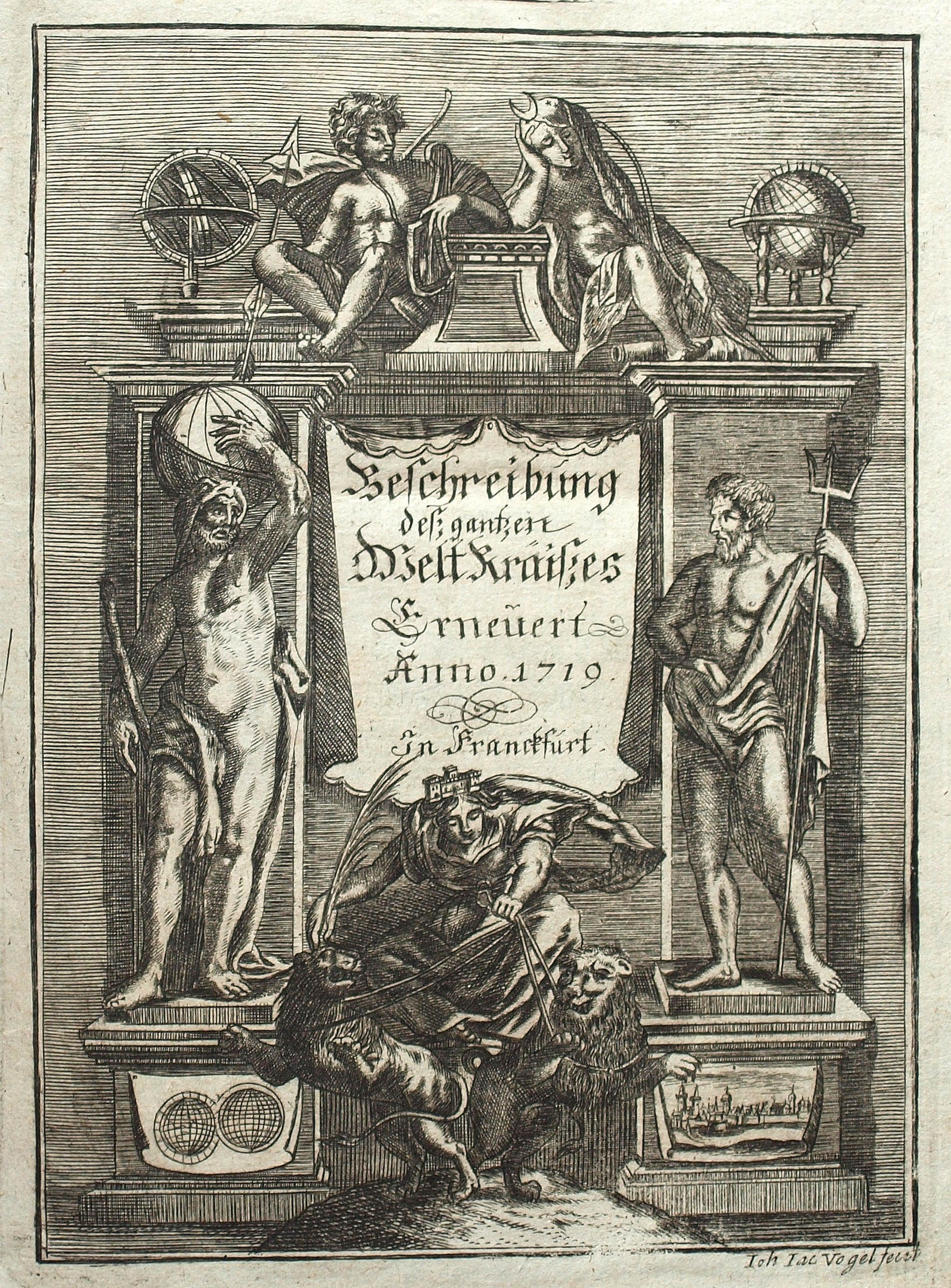
Titelkupfer der anonymen zweiten deutschsprachigen Edition durch Johann Gottfried Gregorii bei Johann Adam Jung, Frankfurt 1719, sc. Johann Jacob Vogel

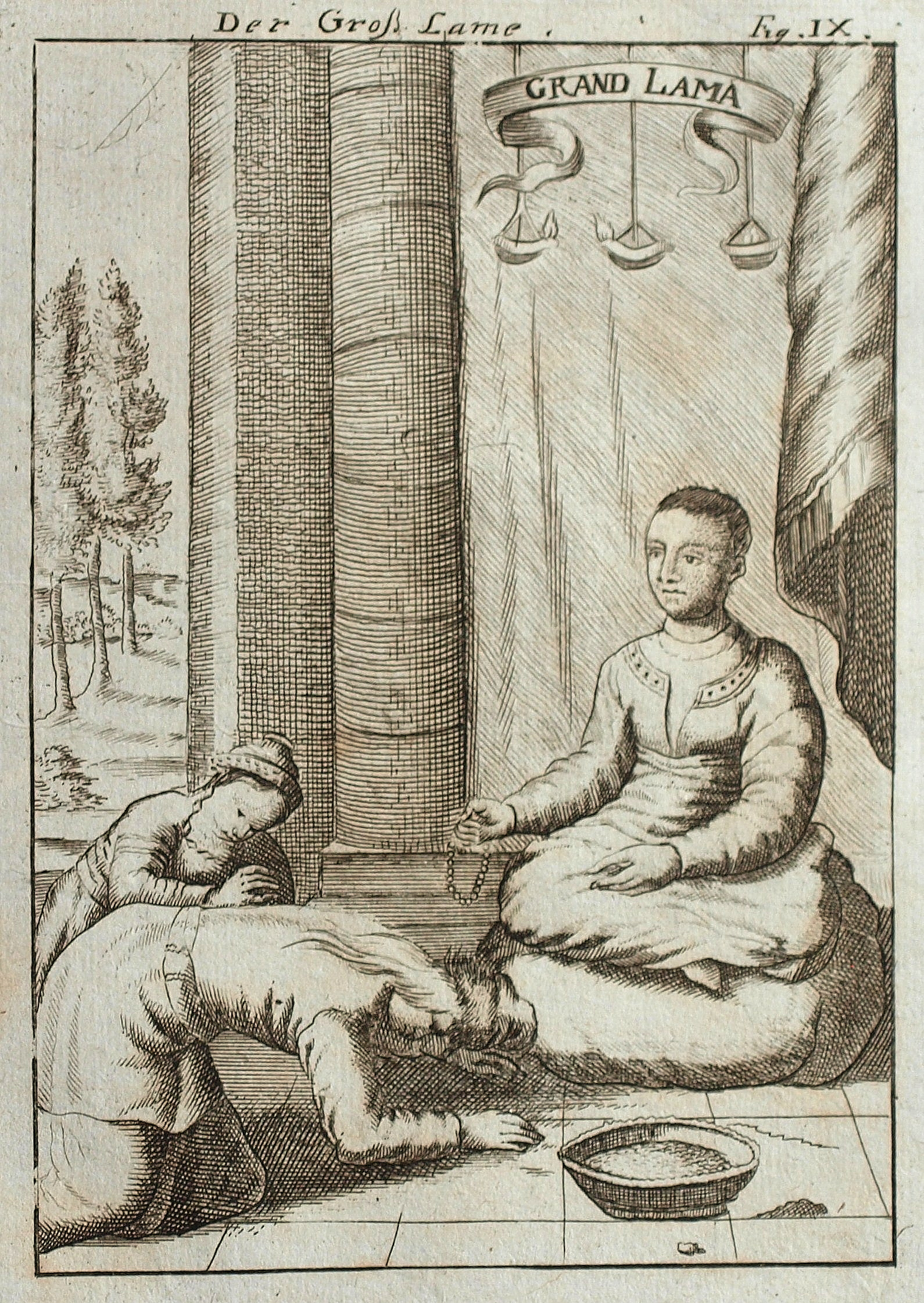
Kupferstichdarstellung des Dalai Lama bzw. Groß Lama aus der Beschreibung des gantzen Welt-Kreises 1719

Manesson Mallet war zunächst Soldat und Ingenieur in der portugiesischen Armee und machte nach seiner Rückkehr nach Frankreich Karriere in der Armee Ludwig XIV. Er wurde „Maître de Mathématiques“ und Inspekteur der Festungsanlagen. Als Ingenieur und Festungsbaumeister veröffentlichte er Les Travaux de Mars ou l’Art de la Guerre, Paris 1671; deutsch Kriegsarbeit Oder Neuer Festungsbau, Amsterdam 1672.
Sein Hauptwerk Description de L’Univers erschien 1683 in fünf Bänden in Paris, die erste deutsche Ausgabe der Kosmografie Beschreibung des gantzen Welt-Kreysses in Frankfurt 1684–1685 beim bedeutenden Verleger Johann David Zunner. Der Pagen-Hofmeister und Mathematiklehrer am Hofe des Sonnenkönigs hatte mehr als zehn Jahre daran gearbeitet. Das monumentale Werk enthält eine Zusammenstellung des astronomischen und geographischen Wissens seiner Zeit, das Manesson Mallet in seinen selbst gefertigten Stichen in einzigartiger Weise mit Alltags- und Genre-Szenen verband.
Zwischen 1716 und 1719 überarbeitete der deutsche Geograph und Universalgelehrte Johann Gottfried Gregorii diese große Weltbeschreibung umfassend und gab die Kosmographie von Manesson Mallet als zweite deutsche Edition anonym beim Verlag Johann Adam Jung (Zunners Erben) in Frankfurt heraus. Die 650 nachgestochenen und um aktuelle Herrscherporträts (z. B. Karl VI. und Georg I.) ergänzten Kupferstiche spiegeln mit Weltbildern, Landkarten, Städte- und Genreansichten, Nationalitätendarstellungen und Sehenswürdigkeiten das geographische Wissen der Zeit wider. Gregorii nutzte einige Abbildungen Manesson Mallets als Vorlagen für seinen ATLAS PORTATILIS (1717) und die politisch-geographische Zeitschrift Remarquable Curiosa (1715–1727).
1702 erschien in Paris sein letztes großes Werk, die Géométrie pratique in vier Bänden: geometrische Elemente, Trigonometrie, Planimetrie und Stereometrie sowie ihre Nutzanwendungen, u. a. für Architektur und Garten-Architektur.

## Werke
- Beschreibung des gantzen Welt-Kreisses. In sich begreifend verschiedene Vorstellungen der Welt, allgemeine und besondere Land-Charten der alten und neuen Erdbeschreibung. In fünff Theile.
  - Vierter Theil. Welcher in sich enthält Das Alte und Neue Europa. Zunner, Frankfurt am Mayn 1685. (Digitalisat)
  - Fünffter Theil. Welcher in sich enthält Die fernere Fortsetzung deß Alten und Neuen Europae. Zunner, Frankfurt am Mayn 1685. (Digitalisat)
- Beschreibung des gantzen Welt-Kreises. Nebst allgemeinen und besonderen Land-Charten von denen Kayserthümern, Königreichen, Fürstenthümern, Provinzen, Inseln und Staaten des Erd-Kreyses, aus der alten und neuen Geographie. 5 Bände, Jung, Franckfurt am Mayn 1719.
  - Band 1: Worinnen von der durch Kunst zugerichteten Sphaera, künstlichen und natürlichen Himmels- und Erd-Kugel, Sternen, Planeten, Luft-Zeichen u.d.m. 1719 (Digitalisat)
  - Band 2: Worinne das alte und neue Asia. 1719 (Digitalisat)
  - Band 3: Von dem alten und neuen Africa. 1719 (Digitalisat)
  - Band 4: Von dem alten und neuen Europa. 1719 (Digitalisat)